# Celtic Football Club 2009-2010
Questa voce raccoglie le informazioni riguardanti il Celtic Football Club nelle competizioni ufficiali della stagione 2009-2010.

## Stagione
- In Scottish Premier League il Celtic si classifica al 2º posto (81 punti), dietro ai Rangers e davanti al Dundee United, qualificandosi per i preliminari di Champions League.
- In Scottish Cup viene eliminato in semifinale dal Ross County (0-2).
- In Scottish League Cup viene eliminato ai quarti di finale dagli Hearts (0-1).
- In Champions League supera il terzo turno preliminare battendo i russi della Dinamo Mosca (2-1), poi perde al turno di play-off contro l'Arsenal (1-5 complessivo).
- In Europa League disputa la fase a gironi. Inserito nel gruppo C con Amburgo, Hapoel Tel Aviv e Rapid Vienna, si classifica al terzo posto con 6 punti.

## Maglie e sponsor
| Casa | Trasferta | Terza Divisa |

## Rosa
| N. |                             | Ruolo | Calciatore             |
| -- | --------------------------- | ----- | ---------------------- |
| 1  | Polonia (bandiera)          | P     | Artur Boruc            |
| 2  | Germania (bandiera)         | D     | Andreas Hinkel         |
| 3  | Inghilterra (bandiera)      | D     | Lee Naylor             |
| 4  | Scozia (bandiera)           | D     | Stephen McManus        |
| 5  | Scozia (bandiera)           | D     | Gary Caldwell          |
| 6  | Camerun (bandiera)          | C     | Landry N'Guémo         |
| 7  | Australia (bandiera)        | A     | Scott McDonald         |
| 7  | Irlanda (bandiera)          | A     | Robbie Keane           |
| 8  | Scozia (bandiera)           | C     | Scott Brown (capitano) |
| 9  | Grecia (bandiera)           | A     | Giōrgos Samaras        |
| 10 | Francia (bandiera)          | A     | Marc-Antoine Fortuné   |
| 11 | Scozia (bandiera)           | D     | Danny Fox              |
| 12 | Scozia (bandiera)           | D     | Mark Wilson            |
| 13 | Scozia (bandiera)           | A     | Shaun Maloney          |
| 14 | Irlanda del Nord (bandiera) | C     | Niall McGinn           |
| 15 | Senegal (bandiera)          | A     | Diomansy Kamara        |
| 16 | Irlanda (bandiera)          | C     | Willo Flood            |
| 16 | Paesi Bassi (bandiera)      | D     | Jos Hooiveld           |
| 17 | Spagna (bandiera)           | C     | Marc Crosas            |
| 18 | Italia (bandiera)           | C     | Massimo Donati         |
| 18 | Corea del Sud (bandiera)    | C     | Ki Sung-Yong           |
| 19 | Scozia (bandiera)           | M     | Barry Robson           |

| N. |                             | Ruolo | Calciatore       |
| -- | --------------------------- | ----- | ---------------- |
| 19 | Danimarca (bandiera)        | A     | Morten Rasmussen |
| 20 | Irlanda del Nord (bandiera) | C     | Paddy McCourt    |
| 21 | Scozia (bandiera)           | P     | Mark Brown       |
| 21 | Paesi Bassi (bandiera)      | D     | Edson Braafheid  |
| 22 | Paesi Bassi (bandiera)      | D     | Glenn Loovens    |
| 24 | Polonia (bandiera)          | P     | Łukasz Załuska   |
| 25 | Norvegia (bandiera)         | D     | Thomas Rogne     |
| 27 | Cina (bandiera)             | C     | Zheng Zhi        |
| 29 | Giappone (bandiera)         | C     | Kōki Mizuno      |
| 30 | Scozia (bandiera)           | C     | Paul Slane       |
| 33 | Australia (bandiera)        | A     | Chris Killen     |
| 34 | Irlanda del Nord (bandiera) | D     | Daniel Lafferty  |
| 36 | Irlanda (bandiera)          | C     | Graham Carey     |
| 38 | Inghilterra (bandiera)      | D     | Josh Thompson    |
| 46 | Irlanda (bandiera)          | C     | Aiden McGeady    |
| 47 | Stati Uniti (bandiera)      | P     | Dominic Cervi    |
| 48 | Irlanda (bandiera)          | D     | Darren O'Dea     |
| 49 | Scozia (bandiera)           | A     | James Forrest    |
| 52 | Scozia (bandiera)           | D     | Paul Caddis      |
| 54 | Scozia (bandiera)           | C     | Ryan Conroy      |
| 55 | Scozia (bandiera)           | A     | Paul McGowan     |
| -  | Rep. Ceca (bandiera)        | D     | Milan Mišůn      |